# 北沢まりあ
北沢 まりあ（きたざわ まりあ、1979年1月24日 - ）は、日本の元女優、元タレント、元レースクイーン、実業家である。東京都生まれ。

## 人物
グラビアアイドルグループである「VENUS」の一員として芸能界デビューし、2000年（平成12年）10月からは第4期「ワンギャル」となって、テレビのバラエティー番組『ワンダフル』にレギュラー出演した。同番組ではとても明るいキャラクターで知られていた。同じくワンギャルであった山本恵美とはとても仲が良く、同番組の卒業テストでは石川瞳（99点）に続く89点という高得点を獲得。芸能事務所は、ルノンプロモーションに所属していた。
ワンギャル卒業後には、テレビやドラマへの出演、そしてレースクイーンなどとして幅広く活動し、現在はペット（犬）用のグッズ等を取り扱うセレクトショップ「ドッグ・グリッター」代表となっている。

## 出演

### テレビ
- GIRLS²（日本テレビ）
- ワンダフル（2000年、TBS）
- 憧れの人（関西テレビ）
- 幸せ咲いた〜結婚相談所物語〜 - 第8週（2003年、東海テレビ）
- チャンネル北野（フジテレビ721)
- グラビアの美少女（MONDO21）

### テレビドラマ
- チープラブ−第一話（TBS）
- 東京庭付き一戸建て - 第7話（日本テレビ）
- 万引きGメン・二階堂雪（TBS）
- 流れ星お銀!事件解決いたします（TBS）
- 編集王 - 第2話（フジテレビ）

### 映画
- GO（2001年、東映）

### CM
- 森永製菓、ポテロング（1999年 - 2001年）
- ぬし釣り64（2000年）
- 宝酒造、TaKaRa canチューハイ あ!果実入り（2001年）

### PV
- KidsAlive「サマーバケーション〜ボクらは運命共同体」

### レースクイーン
- アルパインスターズ ウエマツギャル（2003年）
- ランドリーOGT アドバンGT3ゼナドリンレースクイーン（2003年）
- au サーキットレディ（2004年）

### CD
ワンダフルガールズの項目を参照。

## 書籍

### 写真集
- Marigold（1998年、ぶんか社）
- MariaMaria（2001年、バウハウス）